# Camuesa de Jiloca
Camuesa de Jiloca es el nombre de una variedad cultivar de manzano (Malus domestica). Esta manzana está cultivada en la colección de la Estación Experimental Aula Dei (Zaragoza). Es originaria de la comarca de Jiloca, Provincia de Teruel, Comunidad autónoma de Aragón, actualmente ha decaído su cultivo de interés comercial, en detrimento del cultivo de variedades selectas foráneas.

## Sinónimos
- "Manzana Camuesa de Jiloca",
- "Camuesa 646".[5]

## Historia
'Camuesa de Jiloca' es de origen desconocido, se la considera autóctona de la comarca de Jiloca, Provincia de Teruel de la comunidad autónoma de Aragón.
'Camuesa de Jiloca' está considerada incluida en las variedades locales autóctonas muy antiguas, cuyo cultivo se centraba en comarcas muy definidas. Se caracterizaban por su buena adaptación a sus ecosistemas y podrían tener interés genético en virtud de su adaptación. Se encontraban diseminadas por todas las regiones fruteras españolas, aunque eran especialmente frecuentes en la España húmeda. Estas se podían clasificar en dos subgrupos: de mesa y de sidra (aunque algunas tenían aptitud mixta).
'Camuesa de Jiloca' es una variedad clasificada como de mesa; difundido su cultivo en el pasado por los viveros comerciales y cuyo cultivo en la actualidad se ha reducido a huertos familiares y jardines privados.

## Características
El manzano de la variedad 'Camuesa de Jiloca' tiene un vigor medio; porte desplegado, con tamaño de las hojas pequeño; tubo del cáliz más bien estrecho, en forma de embudo con tubo que roza el eje del corazón, y con los estambres insertos por la mitad.
La variedad de manzana 'Camuesa de Jiloca' tiene un fruto de tamaño medianamente pequeño; forma tronco-cónica globosa, levemente rebajada en la parte superior, asimétrica, con contorno esférico irregular; piel fina, levemente grasa; con color de fondo amarillo verdoso, importancia del sobre color medio, color del sobre color rojo ciclamen, distribución del sobre color en chapa, presentando una bonita chapa en zona de insolación de tono rojo
rosado a ciclamen, acusa punteado abundante, pequeño, del color del fondo en la chapa y ruginoso en el resto, y con una sensibilidad al "russeting" (pardeamiento áspero superficial que presentan algunas variedades) débil; pedúnculo medianamente largo o corto, ensanchado en la parte superior, curvado y leñoso, anchura de la cavidad peduncular amplia, profundidad cavidad pedúncular poco profunda, presenta iniciada chapa ruginosa en el fondo, con borde levemente ondulado, y con una importancia del "russeting" en cavidad peduncular débil; anchura de la cavidad calicina relativamente ancha, profundidad de la cavidad calicina poco profunda, levemente fruncida en el fondo, borde ondulado, y con importancia del "russeting" en cavidad calicina débil; ojo de tamaño mediano, entreabierto; sépalos verdosos y partidos.
Carne de color blanco crema, con fibras verdosas; textura crujiente, jugosa; sabor acidulado y agradable; corazón bulbiforme, ancho, centrado; eje agrietado o cerrado; celdas grandes, planas, cartilaginosas, rayadas con suaves fibras lanosas; semillas pequeñas y de variada forma.
La manzana 'Camuesa de Jiloca' tiene una época de maduración y recolección tardía se lleva a cabo en otoño-invierno, entre noviembre y diciembre. Se usa como manzana de mesa fresca.